# Вест Бранч (Мичиген)
Вест Бранч (енгл. West Branch) град је у америчкој савезној држави Мичиген. По попису становништва из 2010. у њему је живело 2.139 становника.

## Демографија
Према попису становништва из 2010. у граду је живело 2.139 становника, што је 213 (11,1%) становника више него 2000. године.
| Група             | 2000.         | 2010.         |
| Белци             | 1.821 (94,5%) | 2.040 (95,4%) |
| Афроамериканци    | 2 (0,1%)      | 11 (0,5%)     |
| Азијати           | 50 (2,6%)     | 15 (0,7%)     |
| Хиспаноамериканци | 14 (0,7%)     | 36 (1,7%)     |
| Укупно            | 1.926         | 2.139         |